# システアミンジオキシゲナーゼ
システアミンジオキシゲナーゼ（cysteamine dioxygenase）は、タウリン、ヒポタウリン代謝酵素の一つで、次の化学反応を触媒する酸化還元酵素である。
2-アミノエタンチオール + O2 {\displaystyle \rightleftharpoons } ヒポタウリン
反応式の通り、この酵素の基質は2-アミノエタンチオールとO2、生成物はヒポタウリンである。補因子として鉄を用いる。
組織名は2-aminoethanethiol:oxygen oxidoreductaseで、別名にpersulfurase、cysteamine oxygenase、cysteamine:oxygen oxidoreductaseがある、